# Myrian Prunotto
Myrian Beatriz Prunotto (Estación Juárez Celman, Córdoba; 28 de noviembre de 1973)es una política argentina, actual vicegobernadora de la provincia de Córdoba, siendo la segunda mujer en la historia en ocupar el cargo.

## Trayectoria
Es hija de José Prunotto, afiliado a la Unión Cívica Radical (UCR), quien fue también intendente de Estación Juárez Celman de 1991 a 2003. Tiene cuatro hermanos y desde pequeña participó de actos políticos junto a su padre. Está casada con Pablo Scalabrelli desde 2022, con quien tiene tres hijos.
Durante el período (2007-2011) fue concejal de la ciudad de Estación Juárez Celman. Fue tres veces intendenta de la ciudad, electa en las elecciones 2011, 2015 y 2019. Desde diciembre de 2022 a diciembre de 2023, ocupó el cargo de Presidenta del Ente Intermunicipal de Gestión Metropolitana de Córdoba.
En 2023, Prunotto anunció su candidatura a vicegobernadora de la provincia de Córdoba con Martín Llaryora por Hacemos Unidos por Córdoba (HUxC), coalición de tendencia peronista. En julio de ese año la fórmula se impuso sobre Luis Juez-Marcos Carasso.Prunotto es líder de Radicales Auténticos, línea disidente de la UCR de Córdoba. En diciembre de 2023 fue desafiliada de la UCR tras presentarse a elecciones como candidata del peronismo.

## Posiciones políticas
Se considera feminista y se declaró en contra del aborto y a favor del matrimonio igualitario.